# Phyllometra
Phyllometra là một chi bướm đêm thuộc họ Geometridae.